# Serbische Fußballnationalmannschaft
Die serbische Fußballnationalmannschaft der Männer (serbisch Мушка фудбалска репрезентација Србије Muška fudbalska reprezentacija Srbije) ist die Auswahlmannschaft des Serbischen Fußball-Bundes (FSS) und repräsentiert den Fußballsport Serbiens bei internationalen Wettbewerben.
In Anlehnung an den weißen Doppelkopfadler des serbischen Wappens werden die Spieler auch Orlovi („Die Adler“) genannt.
Die FSS-Auswahlmannschaft bestritt unmittelbar nach Gründung des Serbischen Fußball-Bundes ihr erstes offizielles Fußballländerspiel am 16. August 2006 gegen die tschechische Auswahl in Uherské Hradiště. Das erste Pflichtspiel folgte im Rahmen eines Qualifikationsspieles zur Europameisterschaft 2008 am 2. September 2006 im Roter-Stern-Stadion gegen die aserbaidschanische Auswahl.
Die serbische Mannschaft trägt ihre Heimspiele meist im Stadion Rajko Mitić aus. Derzeit wird die Mannschaft von Dragan Stojković betreut.

## Geschichte

### 1896–1911: Vorgeschichte und die ersten Schritte
Der Fußballsport gelangte im späten 19. Jahrhundert nach Serbien. Er wurde im damaligen Königreich durch Schüler und Studenten populär, die erstmals im Ausland mit dieser Ballsportart in Berührung gekommen waren. 1896 begann es seinen Lauf zu nehmen, als Hugo Buli den ersten Lederfußball aus Deutschland nach Belgrad mitbrachte. Die Zahl der Fußballspieler wuchs seitdem ständig und im Laufe der Jahre entstanden zahlreiche Vereine.
Anfang 1911 kam es zu Meinungsverschiedenheiten zwischen Spielern des 1905 gegründeten Clubs Srpski mač und dem Vereinspräsidenten Radivoje Novaković, der mit der Austragung eines Freundschaftsspiels gegen den HAŠK nicht einverstanden war. Dem 1906 gegründeten Verein aus Zagreb, der damals dem Ungarischen Fußballverband unterstand und bereits an nationalen Wettbewerben teilnahm, war es vom Verband untersagt worden, internationale Spiele auszutragen. Grund war ein Gesetz von 1907, nach dem an allen Bahnhöfen im damaligen Königreich Kroatien und Slawonien, das zu Österreich-Ungarn gehörte, ausschließlich Ungarisch gesprochen werden sollte, dem sich die kroatische und die serbische Bevölkerung widersetzte.
Der Tscheche Miloš Ekert, der zuvor vom HAŠK zum Srpski mač gewechselt war, blieb in Kontakt mit seinen ehemaligen Mannschaftskameraden und sah darin die Gelegenheit, ein Freundschaftsspiel zwischen den beiden Mannschaften auszutragen. Die Spieler des Srpski mač waren damit einverstanden; im Gegensatz zum Vereinspräsident, der diesem Vorschlag eine Absage erteilte. Er sah darin keinen Sinn, denn er glaubte, dass sein Verein viel schwächer sei als der HAŠK, der in der Tat bereits ein etablierter Verein war. So beschloss die Vereinsführung, dass alle Spieler, die trotzdem nach Zagreb fuhren, aufgrund undisziplinierten Verhaltens aus dem Verein ausgeschlossen werden sollten. Sich dessen bewusst, fuhren zahlreiche Spieler, begleitet von einigen Spielern eines weiteren serbischen Vereins namens SK Soko, die sich dazu gemeinsam als Nationalmannschaft des Königreichs Serbien ausgaben, zum Spiel.
Dort angekommen, absolvierte man die Begegnung am 19. Mai 1911, die man schließlich mit 0:8 verlor. Am nächsten Tag spielte man erneut, verlor aber auch die zweite Begegnung, diesmal mit 0:6. Die damaligen Zagreber Zeitungen priesen die serbische Mannschaft für ihre Bemühungen und ihren Mut, den besseren und deutlich erfahreneren HAŠK herauszufordern, während man daheim aufgrund des verantwortungslosen Alleingangs großer Kritik ausgesetzt war, hauptsächlich weil man nicht unter dem Namen Srpski mač auflief, sondern sich selbst als Nationalmannschaft des Königreichs bezeichnete.
Trotzdem wurde auch die Spielweise kritisiert, dabei wurde jedoch nicht berücksichtigt, dass es in Serbien auf Vereinsebene noch keinen landesweit übergreifenden Wettbewerb gab, sowie die Tatsache, dass bei einem Teil der Öffentlichkeit und der Presse eine Wahrnehmung über die besten Vereine und Spieler der Region jener Periode fehlte, vor allem mit Berücksichtigung der Anzahl der Begegnungen und deren Ergebnisse. Letztendlich wurden die Dissidenten aus den Vereinen ausgeschlossen, was schließlich zur Entstehung des BSK führte. Auch wenn die Begegnung nur ein inoffizielles Freundschaftsspiel war, betrachtet es der Serbische Fußball-Bund als erstes Auftreten einer serbischen Nationalmannschaft, auch wenn es keine aus den besten serbischen Spielern zusammengesetzte Auswahlmannschaft war.

### 1911–1930: Uruguay, Montevideo, Estadio Centenario

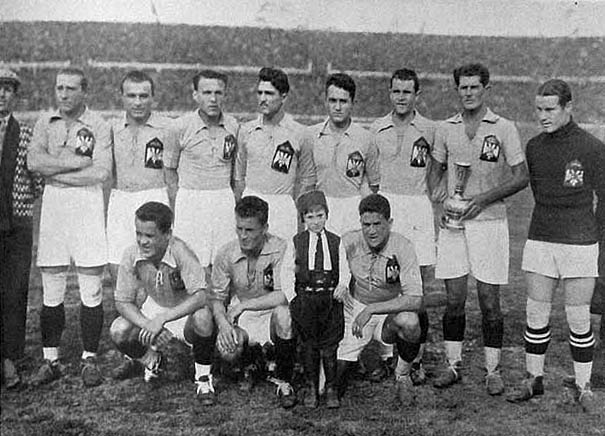
Die jugoslawische Nationalmannschaft bei der WM 1930

Mit der Bildung des Königreichs der Serben, Kroaten und Slowenen 1918 bzw. des Königreichs Jugoslawien 1929 wurde Serbien Teil des neuen Staates, so spielten serbische Spieler fortan mit den anderen Bevölkerungsgruppen der Monarchie in der jugoslawischen Nationalmannschaft, mit der sie an Welt- und Europameisterschaften (WM bzw. EM) sowie an Olympischen Spielen teilnahmen, die bis 1992 bestehen sollte. Bereits bei der ersten WM 1930 im uruguayischen Montevideo gelang mit dem Halbfinaleinzug einer der größten Erfolge der jugoslawischen Nationalmannschaft. Die Besonderheit dabei war jedoch, dass es im jugoslawischen Verband kurz vor Turnierbeginn zu Streitigkeiten zwischen serbischen und kroatischen Funktionären gekommen war, da der Verbandssitz von Zagreb in die Hauptstadt Belgrad verlegt wurde. Aus diesem Grund weigerte sich zunächst der Zagreber Regionalverband, der ohnehin gegen eine WM-Teilnahme war, die Meisterschaft wegen der WM zu unterbrechen bzw. zu verschieben. Dieser Weigerung schlossen sich kurz darauf weitere Verbände an, die schließlich die WM-Teilnahme boykottierten. So musste man vor allem auf begehrte kroatische Spieler verzichten, da ihnen von den Verbänden verboten wurde, für die Nationalmannschaft aufzulaufen.

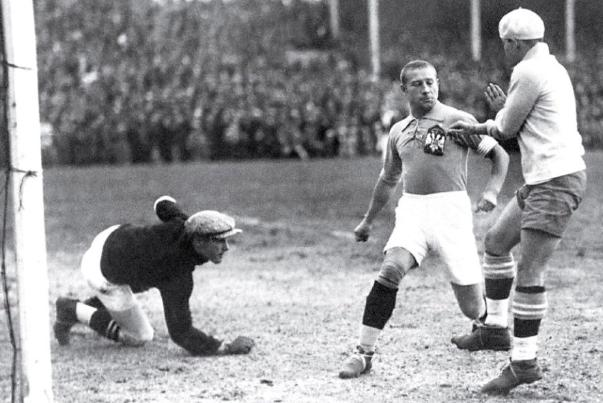
Spielszene mit Jakšić (links), Mihajlović (Mitte) und Teóphilo während der Begegnung gegen Brasilien

Dies führte dazu, dass 14 Spieler aus Serbien nominiert wurden. Zusätzlich wurden drei Legionäre nominiert, die in Frankreich aktiv waren. So erhielt das jugoslawische Aufgebot mit Ausnahme von Ivan Bek nur serbischstämmige Spieler, darunter die bekanntesten serbischen Spieler dieser Periode, Mittelfeldspieler Aleksandar Tirnanić und Angreifer Blagoje Marjanović. Dasselbe traf auch auf den Trainer- und Betreuerstab zu, der von Boško Simonović angeführt wurde. Beim ersten Spiel Jugoslawiens gegen das favorisierte Brasilien gelang mit dem 2:1-Sieg auf Anhieb eine Überraschung. Dabei erzielte Tirnanić das erste Tor der jugoslawischen WM-Geschichte. Nach einem Sieg über Bolivien kam man schließlich ins Halbfinale, wo man als letzter europäischer Vertreter gegen den zweifachen Olympiasieger und Gastgeber Uruguay im Estadio Centenario den Kürzeren zog.
Obwohl es sich hierbei um die jugoslawische Nationalmannschaft handelt, genießt dieser Auftritt in der serbischen Öffentlichkeit und beim serbischen Fußballverband aufgrund der hauptsächlich aus serbischen Spielern zusammengestellten Mannschaft eine Sonderstellung, da er als historischer Teil des serbischen Fußballs bzw. der serbischen Nationalmannschaft betrachtet wird. So wurde 2010 der serbische Film Montevideo, Taste of a Dream veröffentlicht, der auf dem Erfolg der Nationalmannschaft während der WM 1930 basiert, und die Anfänge des serbischen Fußballs sowie eine lyrische Geschichte über die Liebe zu diesem Sport jener Zeit darstellt, in dem vor allem Tirnanić und Marjanović vorkommen. Da der Film mehrere nationale und internationale Preise erhielt, wurde aufgrund des Erfolgs schließlich daraus eine Fernsehserie, die 2012 ihren Einstand hatte.

### 1930–1968: Teil des goldenen Zeitalters
Als die Streitigkeiten im Verband beigelegt waren, bestand die jugoslawische Nationalmannschaft wieder aus allen Bevölkerungsgruppen des Landes, die anfangs überwiegend von serbischen und kroatischen Spielern sowie Trainern dominiert wurde. Später kamen auch zahlreiche bosnisch-muslimische, aber auch montenegrinische und solche aus anderen Bevölkerungsgruppen hinzu. In den folgenden Jahrzehnten haben sich auf internationalem Parkett häufig Licht und Schatten abgewechselt, teilweise war man sehr erfolgreich, während man in anderen Jahren sich hingegen nicht für die betreffenden Endrunden qualifizieren konnte. Bei acht Welt- und vier Europameisterschaften sowie zehn Olympischen Spielen war das Nationalteam insgesamt dabei, das das Königreich Jugoslawien bzw. ab 1945 bis 1992 das sozialistische Jugoslawien vertreten hatte.
Das erste Finale eines Turniers erreichte Jugoslawien bei den Olympischen Spielen 1948, wo man die Silbermedaille gewann. Am erfolgreichsten war die Mannschaft jedoch in den 1950er und 1960er Jahren, als man bei der WM 1954 unter den letzten acht einzog sowie 1952 und 1956 zwei weitere olympische Silbermedaillen gewinnen konnte. Bei der WM 1958 erreichte man erneut das Viertelfinale, während man bei der EM 1960 in Frankreich Vizeeuropameister wurde und die Olympischen Spiele 1960 für sich entscheiden konnte.
Serbischstämmige bzw. aus Serbien stammende Spieler, die zu diesen Erfolgen beitrugen, waren während dieser Periode besonders offensive Spieler, darunter Roter Sterns Sturmduo Rajko Mitić und Bora Kostić sowie Todor Veselinović, der, gemessen an der Trefferquote, Jugoslawiens erfolgreichster Stürmer war, ebensow wie Milan Galić, der zweitbeste Torschütze Jugoslawiens aller Zeiten sowie Miloš Milutinović, der auch beim FC Bayern München unter Vertrag stand. Weitere waren Abwehrspieler Branko Stanković, Torhüter Vladimir Beara, einer der besten jener Zeit, und die offensiven Mittelfeldspieler Dragoslav Šekularac und Vujadin Boškov. Der Höhenflug der Nationalelf setzte sich fort, sodass bei der WM 1962 in Chile zum zweiten Mal nach der WM 1930 das Halbfinale erreicht wurde, während man bei der EM 1968 in Italien zum zweiten Mal ins Finale einzog. Somit gilt die Periode zwischen 1948 und 1968 als goldenes Zeitalter der jugoslawischen Nationalmannschaft, als sie zu den besten der Welt gehörte.
Diesmal waren es vor allem defensive Spieler aus Serbien, die Anteil an den Erfolgen hatten, darunter die Verteidiger Fahrudin Jusufi, Dragan Holcer und Vladimir Durković sowie Torwart Milutin Šoškić, aber vor allem Dragan Džajić, der als Flügelspieler in der Nationalelf besonders seinen Stempel hinterließ, als er bei der EM 1968 Torschützenkönig wurde, bei der Wahl zu Europas Fußballer des Jahres 1968 hinter George Best, Bobby Charlton und vor Franz Beckenbauer auf dem 3. Platz landete, sich zum Rekordnationalspieler entwickelte und bei der Jubilee-52-Golden-Players-Wahl 2004 zum bedeutendsten Spieler Serbiens der letzten 50 Jahre bestimmt wurde.

### 1968–1992: Teil der verlorenen goldenen Generation
In den 1970er Jahren konnte Jugoslawien, bis auf den 4. Platz bei der EM 1976 im eigenen Land, immer weniger an die kurz zuvor noch gezeigten Leistungen anknüpfen, trotz zahlreicher Spieler, die zu den besten Europas gehörten, oder Vereinen, die auch im Europapokal für Furore sorgten, darunter Hajduk Split, Radnički Niš, Željezničar Sarajevo und besonders Roter Stern Belgrad sowie einer immer stärker werdenden 1. jugoslawischen Liga, die um die 1990er Jahre zu den stärksten der Welt gehörte. Neben einem Halbfinaleinzug bei den Olympischen Spielen 1980 und der nun vierten Silbermedaille 1984 blieb die Nationalelf auch in den folgenden zehn Jahren blass. Doch während der 1980er Jahre begann sich eine neue Generation zu entwickeln, die für viele Fußballexperten das Potential besaß, einen Titel zu gewinnen und somit die goldene Generation des jugoslawischen Fußballs zu werden, die bereits die Junioren-WM 1987 für sich entscheiden konnte sowie bei der U-21-EM 1990 Vizeeuropameister wurde.
Die Qualifikation zur WM 1990 in Italien beendete man ohne Niederlage auf dem 1. Platz, ließ Schottland und Frankreich hinter sich und war aufgrund des souveränen Gruppensieges und hochkarätiger Spieler hoch eingeschätzt. In die WM starteten die Jugoslawen aber mit einer 1:4-Niederlage gegen den späteren Weltmeister Deutschland. Mit Siegen gegen Kolumbien und WM-Neuling Vereinigte Arabische Emirate wurde dennoch als Gruppenzweiter die K.-o.-Runde erreicht. Nachdem man Spanien im Achtelfinale besiegt hatte, rannte das überlegene Jugoslawien im Viertelfinale vergeblich gegen das Abwehr-Bollwerk der Argentinier an. So musste das Elfmeterschießen entscheiden, bei dem Jugoslawien den Kürzeren zog. Doch die Männer aus Südosteuropa wussten sich zu steigern, denn nicht nur Roter Sterns Welt- und Europapokalsieg 1991 war ein weiterer Vorbote für die Titelreife der jugoslawischen Nationalmannschaft, sondern auch der Gruppensieg bei der Qualifikation für die EM 1992 in Schweden und vor allem ihre zahlreichen Stars, darunter die Verteidiger Robert Jarni und Srečko Katanec, Spielmacher Zvonimir Boban und Robert Prosinečki, Stürmer Davor Šuker und Alen Bokšić, ebenso wie Dejan Savićević, Predrag Mijatović und Darko Pančev, sowie die aus Serbien stammenden Spieler Dragan Stojković, Siniša Mihajlović und Vladimir Jugović.
Doch anstatt die Reise nach Schweden und in eine hoffnungsvolle Zukunft anzutreten, erlebten Verband und Nationalteam in der ersten Hälfte der 1990er Jahre ihre bitterste Zeit. Bereits 1991 war der Jugoslawienkrieg ausgebrochen, sodass im Zuge des Zerfalls Jugoslawiens die Nationalmannschaft mehrfach nicht zur Qualifikation für Welt- bzw. Europameisterschaften zugelassen wurde. Am düstersten war die Situation letztendlich bei der EM 1992, als man zum engen Favoritenkreis gehörte, wurde dann aber aufgrund der UN-Sanktionen gegen Jugoslawien von der UEFA ausgeschlossen. Dafür rückte das eigentlich gar nicht qualifizierte Dänemark nach und wurde schließlich Europameister. Somit war eine der stärksten und vielversprechendsten Nationalmannschaften jener Zeit auseinandergebrochen, aus der am Ende sieben neue Nationalmannschaften hervorgehen sollten.

### 1992–2006: Teil der neuformierten jugoslawischen Nationalmannschaft
Nach der Auflösung Jugoslawiens 1992 wurde die Bundesrepublik Jugoslawien gegründet, die aus den Teilrepubliken Serbien und Montenegro bestand, wodurch man einer serbischen Nationalmannschaft deutlich näher kam. Sie behielt den Namen Jugoslawien bis 2003, als das Land seinen Namen in Serbien und Montenegro änderte. So spielten serbischstämmige bzw. aus Serbien stammende Spieler bis 2003 für die Nationalmannschaft der Bundesrepublik Jugoslawien und in der serbisch-montenegrinischen Nationalmannschaft, die bis 2006 bestehen sollte. Nachdem sich Montenegro am 3. Juni 2006 offiziell vom Staatenbündnis getrennt hatte, wurde die serbische Nationalmannschaft neu formiert. Davon unberührt war jedoch die Teilnahme an der Weltmeisterschaft 2006 in Deutschland. Die beiden Nationen bestritten die Spiele der Weltmeisterschaft, trotz Souveränität, noch unter einer Flagge und als eine Mannschaft. Im Anschluss trennten sie sich in serbische und montenegrinische Nationalmannschaft.

### 2006–2008: Als eigenständiger Staat unter Clemente und Đukić

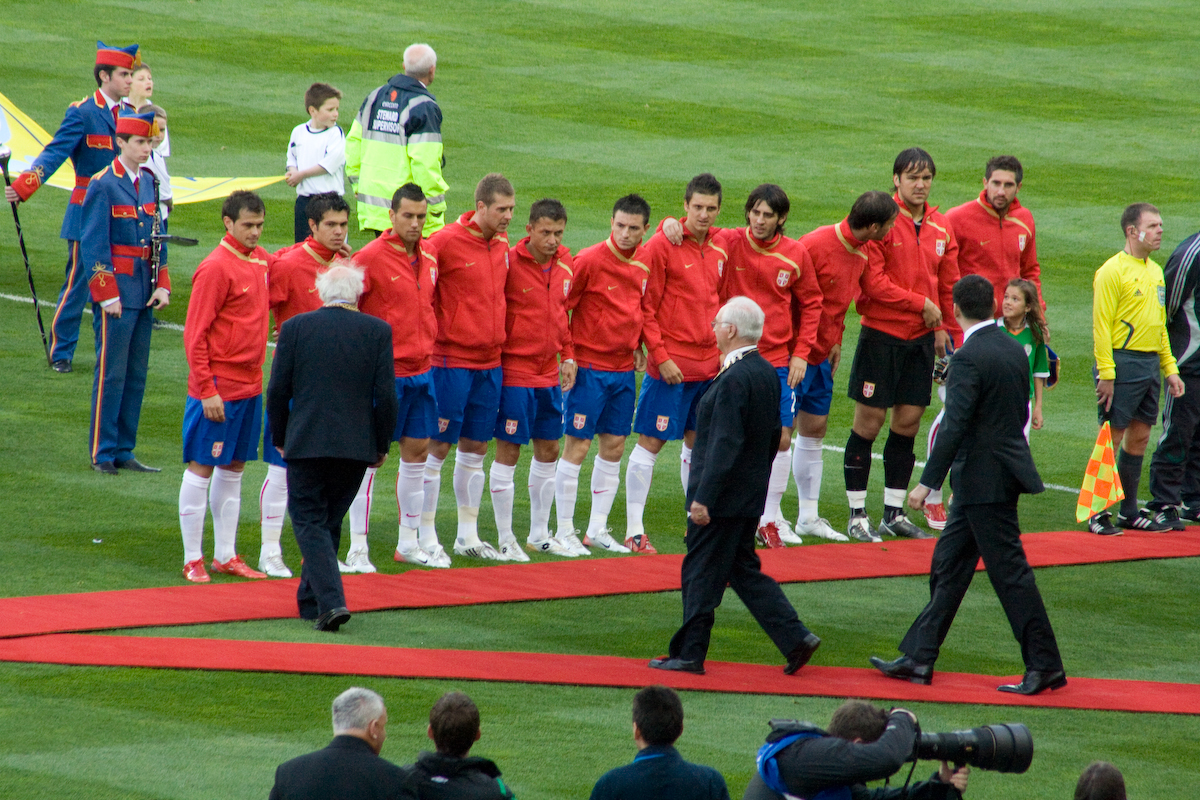
Die serbische Nationalmannschaft vor dem Spiel gegen Irland in Dublin im Mai 2008

Erster Trainer der serbischen Nationalmannschaft wurde der Spanier Javier Clemente, der am 20. Juli 2006 einen Zweijahresvertrag beim Serbischen Fußball-Bund (FSS) unterzeichnete. Somit bekleidete zum ersten Mal in der Geschichte des serbischen bzw. des vorhergegangenen jugoslawischen Fußballs ein Ausländer das Amt des Cheftrainers. Das erste offizielle Länderspiel der serbischen Nationalmannschaft wurde am 16. August 2006 gegen die tschechische Auswahl beim Abschiedsspiel von Pavel Nedvěd in Uherské Hradiště ausgetragen. Serbien trat in diesem Spiel somit zum ersten Mal als eigenständiger Staat an. Begleitet von der neuen Nationalhymne Bože Pravde, der neuen Flagge Serbiens, in roten Trikots, blauen Hosen und weißen Stutzen, gewann die Mannschaft das Spiel mit 3:1.
Die ersten Pflichtspiele bestritt Serbien in den Qualifikationsspielen zur Europameisterschaft 2008 in der Gruppe A. Dabei traf das Team um Javier Clemente am 2. September 2006 im Roter-Stern-Stadion auf die aserbaidschanische Auswahl. Das Spiel endete mit einem 1:0-Heimsieg. Das Spiel wurde vor leeren Rängen ausgetragen. Dies war die Konsequenz der UEFA nach den Fan-Ausschreitungen in Sarajevo bei den Qualifikationsspielen zur WM 2006. Weitere Gegner in dieser Qualifikationsgruppe waren Portugal, Polen, Belgien, Finnland, Armenien und Kasachstan.
Durch das 2:2-Unentschieden im vorletzten Spiel der Vorrundenphase gegen Polen verpasste die Mannschaft die Qualifikation zur Europameisterschaft 2008. Die Konsequenzen musste der Trainer Javier Clemente tragen, dessen Vertrag durch das Verpassen der Qualifikation vorzeitig zum Dezember 2007 vom Verband aufgehoben wurde. Der ehemalige Trainer von Partizan Belgrad und der serbischen U-21-Auswahl, Miroslav Đukić, wurde am 25. Dezember 2007 in Belgrad offiziell als neuer Trainer der Nationalmannschaft und der Olympiaauswahl vom FSS bestätigt. Er war daher der erste Serbe in diesem Amt. Schon im August 2008 kündigte der Verband seinen Vertrag fristlos, da er sowohl bei den Olympischen Spielen 2008 in Peking als auch mit der A-Nationalmannschaft keinen Sieg erringen konnte. Der serbische Fußball war zu diesem Zeitpunkt auf seinem absoluten Tiefpunkt angelangt. Die Erfolglosigkeit führte dazu, dass sich die Fans Serbiens von der Nationalmannschaft abwandten, zu einer rapide abfallenden Einschaltquote bei TV-Übertragungen und zu Heimspielen mit einem verhältnismäßig niedrigen Zuschauerschnitt.

### 2008–2010: Mit Antić zur Weltmeisterschaft 2010

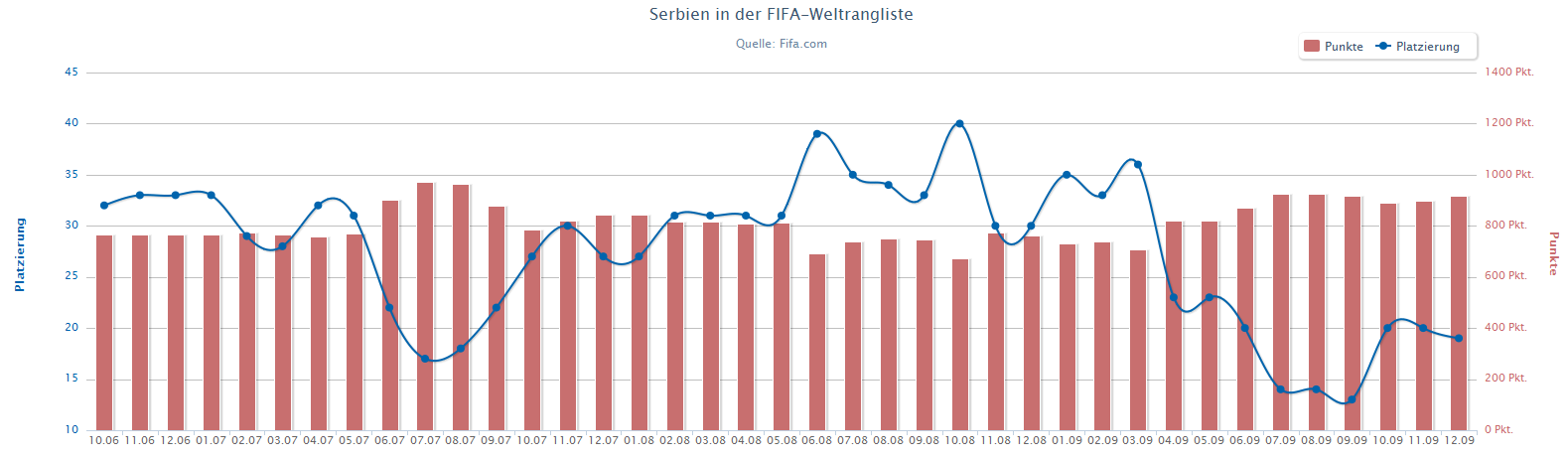
Entwicklung Serbiens auf der FIFA-Weltrangliste vom Oktober 2006 bis zum Dezember 2009

Đukićs Nachfolger wurde der erfahrene Radomir Antić, der bereits Vereine wie den FC Barcelona, Real Madrid und Atlético Madrid trainierte. Mit letzterem gewann er im Jahr 1996 das Double. Mit einem Jahresgehalt von 650.000 Euro zuzüglich Prämien, war Antić der bis dahin mit Abstand bestbezahlte Trainer Serbiens und seiner Vorgänger-Nationalmannschaften. Bei seiner Verpflichtung genoss er unter der Bevölkerung den Ruf, der beste Trainer des Landes zu sein und als einziger wieder Disziplin in die Mannschaft bringen zu können. Die Erwartungen der Serben wurden mit der direkten Qualifikation zur Weltmeisterschaft 2010 in Südafrika übertroffen. Der Mannschaft gelang es, sich bereits vor dem letzten Spieltag mit einem 5:0-Sieg gegen Rumänien den ersten Platz der Qualifikationsgruppe 7, unter anderem vor Frankreich, Österreich und Rumänien, zu sichern. Das letzte Spiel der Gruppenphase gegen Litauen, stand jedoch im Verdacht der UEFA, durch den suspendierten bulgarischen Schiedsrichter Anton Genov, manipuliert worden zu sein. Dabei wurden den Litauern zwei zweifelhafte Strafstöße zugesprochen. Das Spiel endete mit einem 2:1-Sieg für Litauen.
In der Vorrunde der Weltmeisterschaft 2010 traf die serbische Mannschaft auf Ghana, Deutschland und Australien und schied mit einem Sieg und zwei Niederlagen in der Vorrunde als Gruppenletzter aus, konnte jedoch in der Gruppenphase Deutschland mit 1:0 besiegen. Der Misserfolg resultierte in einem in der Öffentlichkeit ausgetragenen Schlagabtausch zwischen dem Trainer und dem Verband. Dieser forderte von Antić, die Verantwortung für das frühe Ausscheiden aus dem Turnier zu tragen und seinen Rücktritt zu verkünden. Antić jedoch weigerte sich, weshalb es nach seiner Entlassung im September 2010 zu einer gerichtlichen Auseinandersetzung kam, in der Antić seine vertraglich festgehaltene Jahresgage einforderte und letztendlich 2011 durch ein Gericht zugesprochen bekam.

### 2010–2014: Triste Jahre unter Petrović und Mihajlović
Vladimir Petrović trat Mitte September die Nachfolge Antićs’ an. In Warschau wurde die serbische Nationalmannschaft am 7. Februar 2010 in die Qualifikationsgruppe C zur Europameisterschaft 2012 in Polen und der Ukraine gelost. Dort traf sie auf Italien, Nordirland, Slowenien, Estland und die Färöer.
Am zweiten Spieltag kam es zu Spielbeginn gegen Italien in Genua zu Ausschreitungen serbischer Hooligans. Die Partie wurde beim Stand von 0:0 abgebrochen und nachträglich durch die UEFA mit 3:0 für Italien gewertet. In der restlichen Qualifikationsphase bot die Mannschaft eine desolate Leistung und konnte sich somit nicht für die EM qualifizieren. Nachdem das entscheidende Spiel gegen Slowenien mit 0:1 verloren worden war, gaben sowohl Mannschaftskapitän Dejan Stanković als auch Nemanja Vidić ihren Rücktritt aus der Nationalmannschaft bekannt. Am 14. Oktober 2011, drei Tage nach dem Spiel, trennte sich zudem der serbische Fußballverband mit sofortiger Wirkung von Trainer Vladimir Petrović. Als Interimstrainer wurde am 18. Oktober 2011 sein Co-Trainer Radovan Ćurčić benannt, der während der Freundschaftsspieltour in Mittelamerika die Mannschaft betreuen sollte. Die beiden Begegnungen gegen Mexiko und Honduras verlor die Mannschaft. Ćurčić behielt den Posten außerplanmäßig bis zum Mai 2012.
Am 30. Juli 2011 wurde die serbische Nationalmannschaft von der FIFA in die Qualifikationsgruppe A zur Weltmeisterschaft 2014 in Brasilien gelost. Dabei traf sie auf die Nationalmannschaften Belgiens, Kroatiens, Mazedoniens, Schottlands und auf die walisische Nationalauswahl. Am 21. Mai 2012 unterschrieb Siniša Mihajlović einen Zweijahresvertrag. Als Ziel gab er das Erreichen der WM 2014 an. Nach zwei Siegen, zwei Remis und vier Niederlagen hatte Serbien bei zwei noch ausstehenden Spielen bereits am 6. September 2013 keine Chance mehr sich zu qualifizieren. Mihajlović wurde schließlich Trainer bei Sampdoria Genua. Im Februar 2014 wurde Ljubinko Drulović als Interimstrainer benannt. Ab dem 22. Juli 2014 war Dick Advocaat neuer Trainer. Er betreute die Mannschaft aber nur bei vier Spielen.

## Spielkleidung

Die Heimgarnitur, mit der Serbien die Qualifikation zur Weltmeisterschaft 2010 in Südafrika gelang

Die Nationalmannschaften Serbiens bestritten ihre Heimspiele in der Regel in roten Trikots, meist blauen Hosen und weißen Stutzen, in Anlehnung an die serbische Flagge, wobei diese Tradition in den letzten Jahren Lücken aufweist. Der Ursprung dieser Farben geht auf die erste dokumentierte Flagge Serbiens im Jahr 1281 zurück, die aus den Farben Rot und Blau bestand, während die Farbe Weiß ihren Ansatz in der ersten Fahne der Serbischen Revolution (1804–1833) und der Nationalflagge des Fürstentum Serbien (1833–1882) hat, das 1835 die rot-blau-weiße Trikolore einführte. Die Farben Rot und Blau bildeten somit die Grundlage der Heimgarnitur, während Auswärts komplett in Weiß angetreten wird. Zudem wurde bisher bei zahlreichen Applikation auf die Farbe Gold zurückgegriffen, eine der bedeutendsten Farben des Wappens Serbiens.
Das Heimset wurde beim ersten Länderspiel nach Serbiens erneuter Unabhängigkeit 2006 Auswärts gegen die tschechische Auswahl eingeweiht. Für diese Begegnung wurde unterhalb des Wappens der Schriftzug „THE CZECH REPUBLIC VS THE REPUBLIC OF SERBIA 16. 8. 2006.“ in Gold aufgedruckt. Das Wappen des Fudbalski savez Srbije (FSS), dem Serbischen Fußball-Bund, war noch nicht designet, so wurde das vom Staat bis 2010 genutzte kleine Wappen Serbiens als vorläufige Lösung genutzt. Drei Monate später lief man beim Qualifikationsspiel zur EM 2008 gegen Kasachstan erstmals mit dem FSS-Wappen auf. Offizieller Ausrüster war Nike (2006–2014). Unter dem US-amerikanischen Sportartikelhersteller erlebte das Trikot die erste markante Neuerung, als zur WM 2010 auf der Vorderseite ein markantes Kreuzdesigne angebracht wurde, welches an das Serbische Kreuz erinnerte und auch auf dem Wappen des Serbischen Fußball-Bundes zu sehen ist.
Auch Umbro (2014–2018) setzte anfangs auf die Einbeziehung nationaler Symbole, so wurde es typographisch unter anderem vom Miroslav-Evangeliar und Dušanov zakonik inspiriert. Unter dem englischen Ausrüster hatte das Kreuz zwei weitere Jahre bestand, den 2016 wurden für die Qualifikation zur WM 2018 wieder komplett in Rot gehaltene klassische Trikots eingeführt. Die Entscheidung ohne serbische Elemente aufzutreten war durchaus umstritten. Für die WM 2018 wurden von Puma (2018–heute) neue Trikots vorgestellt, die zur Vorsaison bis auf die Auswärtstrikots mehr oder weniger unverändert blieben. Das Auswärtstrikot blieb Weiß, jedoch lag der Unterschied zu früheren Trikots darin, dass sich in der Brustmitte vertikal ein Streifen in den Landesfarben über das Dress zog. Insgesamt wird besonders seit 2016 beim Design eine Mangel an nationaler Identifikation und ein geringer Wiedererkennungswert vorgeworfen und kritisiert, vor allem die in Rot zusammengestellte WM-Heimgarnitur stand unter Kritik.

## Ausrüster
Serbien wird seit Mitte 2018 vom deutschen Sportartikelhersteller Puma ausgestattet. Zuvor wurde Serbien von 2006 bis 2014 zuerst von der US-amerikanischen Marke Nike und dann ab 2014 vom englischen Hersteller Umbro mit Trikots beliefert. Die Wahl der Fußballschuhe ist den Spielern freigestellt.

## Spieler und Trainer

### Rekordnationalspieler
Der Rekordnationalspieler ist Dušan Tadić. Zweiter ist Branislav Ivanović mit insgesamt 105 Spielen (davon ein Spiel für Serbien und Montenegro), weil die FIFA die Ergebnisse und Erfolge der serbischen, serbisch-montenegrinischen und jugoslawischen Mannschaften in ihren Statistiken zusammenfasst. Es folgt Dejan Stanković mit insgesamt 103 Spielen, davon 42 in der serbischen Mannschaft, und Savo Milošević mit 102 Spielen, davon 73 in der jugoslawischen Mannschaft und 29 für Serbien und Montenegro.
Die folgende Liste enthält nur die für Serbien gespielten Spiele.
| Rekordspieler | Rekordspieler           | Rekordspieler | Rekordspieler |
| Spiele        | Spieler                 | Zeitraum      | Tore          |
| ------------- | ----------------------- | ------------- | ------------- |
| 111           | Dušan Tadić             | 2008–         | 23            |
| 104           | Branislav Ivanović      | 2006–2018     | 13            |
| 98            | Aleksandar Mitrović     | 2013–         | 59            |
| 94            | Aleksandar Kolarov      | 2008–2020     | 11            |
| 84            | Vladimir Stojković      | 2006–2018     | 0             |
| 76            | Zoran Tošić             | 2006–2016     | 11            |
| 68            | Nemanja Gudelj          | 2014–         | 1             |
| 64            | Filip Kostić            | 2015-         | 3             |
| 64            | Nikola Milenković       | 2016–         | 3             |
| 59            | Antonio Rukavina        | 2007–2019     | 0             |
| 55            | Nemanja Maksimović      | 2016–         | 0             |
| 54            | Sergej Milinković-Savić | 2017–         | 9             |
| 54            | Saša Lukić              | 2018–         | 2             |
| 54            | Andrija Živković        | 2013–         | 1             |
| 50            | Zdravko Kuzmanović      | 2007–2014     | 6             |
| 48            | Nemanja Matić           | 2008–2019     | 2             |
| 47            | Adem Ljajić             | 2010–2020     | 9             |
| 46            | Miloš Krasić            | 2006–2011     | 3             |

### Erfolgreichste Torschützen
Aleksandar Mitrović schoss für Serbien bisher 59 Tore, damit ist er Rekordtorschütze der Serbischen Nationalmannschaft. Da die FIFA die Ergebnisse und Erfolge der serbischen, serbisch-montenegrinischen und jugoslawischen Mannschaften in ihren Statistiken zusammenfasst, führt sie und der Serbische Fußball-Bund Stjepan Bobek mit insgesamt 38 Toren als Spieler mit den zweitmeisten Toren, davon alle für Jugoslawien.
Die folgende Liste enthält nur die für Serbien geschossenen Tore
| Rekordtorschützen | Rekordtorschützen   | Rekordtorschützen | Rekordtorschützen |
| Tore              | Spieler             | Zeitraum          | Spiele            |
| ----------------- | ------------------- | ----------------- | ----------------- |
| 59                | Aleksandar Mitrović | 2013–             | 95                |
| 23                | Dušan Tadić         | 2008–             | 111               |
| 16                | Nikola Žigić        | 2006–2011         | 44                |
| 14                | Dušan Vlahović      | 2020–             | 34                |
| 13                | Branislav Ivanović  | 2006–2018         | 105               |
| 11                | Luka Jović          | 2018–             | 44                |
| 11                | Danko Lazović       | 2006–2014         | 43                |
| 11                | Milan Jovanović     | 2007–2012         | 44                |
| 11                | Zoran Tošić         | 2007–2016         | 76                |
| 11                | Aleksandar Kolarov  | 2008–2020         | 94                |
| 10                | Marko Pantelić      | 2006–2011         | 40                |

### Nationaltrainer
- Javier Clemente (2006–2007)
- Miroslav Đukić (2008)
- Radomir Antić (2008–2010)
- Vladimir Petrović Pižon (2010–2011)
- Radovan Ćurčić (2011–2012, Interimstrainer)
- Siniša Mihajlović (2012–2013)
- Ljubinko Drulović (2014)
- Dick Advocaat (2014)
- Radovan Ćurčić (2014–2016)
- Slavoljub Muslin (2016–2017)
- Mladen Krstajić (2017–2019)
- Ljubiša Tumbaković (2019–2020)
- Dragan Stojković (2021–)

## Internationale Wettbewerbe

### Teilnahme Serbiens an Fußball-Weltmeisterschaften
| Jahr      | Gastgeberland | Teilnahme bis …                      |
| 1930–1992 |               | war Teil des KGR/FVR/SFR Jugoslawien |
| 1992–2003 |               | war Teil der BR Jugoslawien          |
| 2003–2006 |               | war Teil von Serbien und Montenegro  |
| 2010      | Südafrika     | Vorrunde                             |
| 2014      | Brasilien     | nicht qualifiziert                   |
| 2018      | Russland      | Vorrunde                             |
| 2022      | Katar         | Vorrunde                             |

### Teilnahme Serbiens an Fußball-Europameisterschaften
| Jahr      | Gastgeberland          | Teilnahme bis …                     |
| 1960–1992 |                        | war Teil der FVR/SFR Jugoslawien    |
| 1992–2003 |                        | war Teil der BR Jugoslawien         |
| 2003–2006 |                        | war Teil von Serbien und Montenegro |
| 2008      | Schweiz und Österreich | nicht qualifiziert                  |
| 2012      | Polen und Ukraine      | nicht qualifiziert                  |
| 2016      | Frankreich             | nicht qualifiziert                  |
| 2021      | europaweit             | nicht qualifiziert                  |
| 2024      | Deutschland            | Vorrunde                            |

### UEFA Nations League
- 2018/19: Liga C, 1. Platz mit 4 Siegen und 2 Remis
- 2020/21: Liga B, 3. Platz mit 1 Sieg, 3 Remis und 2 Niederlagen
- 2022/23: Liga B, 1. Platz mit 4 Siegen, 1 Remis und 1 Niederlagen
- 2024/25: Liga A, 3. Platz mit 1 Sieg, 3 Remis und 2 Niederlagen, Relegation um den Verbleib in Liga A gegen Österreich gewonnen

## Spielorte

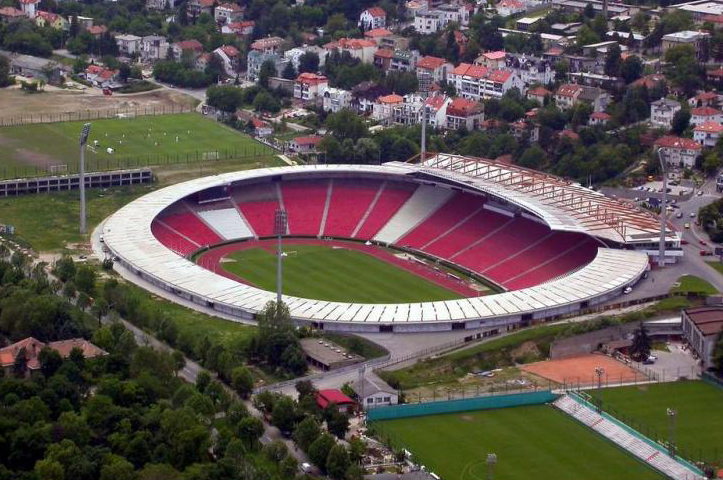
Das Stadion Rajko Mitić in Belgrad, eines der Heimstadien Serbiens

Die Nationalmannschaft bestreitet ihre Heimspiele bevorzugt im Stadion von Roter Stern, dem Stadion Rajko Mitić, auch bekannt als „Marakana von Belgrad“. Diesen Namen erhielt es aufgrund seines enormen Fassungsvermögens von damals mehr als 110.000 Plätzen in Anlehnung an das Maracanã in Rio de Janeiro. Mitte der 1990er Jahre erfolgte ein Umbau des Stadions und die Anpassung an die UEFA-Sicherheitsverordnungen und -Komfortstandards. Heute fasst es 55.538 Sitzplätze und ist damit das größte Stadion Serbiens. Ausgewichen wurde in Ausnahmefällen bis vor kurzem auf das in unmittelbarer Nähe liegende Partizan-Stadion, das Heimstadion von Partizan. Dieses kann bis zu 32.710 Fans beherbergen und liegt in unmittelbarer Nähe zum Marakana. Seit 2012 finden die Heimspiele jedoch auch in anderen Stadien statt, dazu gehören das Karađorđe, sowie das Gradski stadion Jagodina und das in Užice. In naher Zukunft sollen Begegnungen auch im Čair, im Stadion Mladost in Kruševac und im Gradski stadion Novi Pazar ausgetragen werden.